# Florence Brunelle
Florence Brunelle (* 20. Dezember 2003 in Trois-Rivières) ist eine kanadische Shorttrackerin.

## Werdegang
Brunelle startete international erstmals bei den Olympischen Jugend-Winterspielen 2020 in Lausanne. Dort gewann sie über 500 m und 1000 m jeweils die Bronzemedaille. Zudem errang sie dort den sechsten Platz in der Mixed-Staffel. Bei den folgenden Juniorenweltmeisterschaften in Bormio holte sie über 500 m und 1500 m jeweils die Silbermedaille. Im folgenden Jahr belegte sie bei den Weltmeisterschaften in Dordrecht mit dem 21. Platz über 1000 m, dem zehnten Rang über 1500 m und dem neunten Platz über 500 m, den 14. Rang im Mehrkampf. Ihr Debüt im Shorttrack-Weltcup hatte sie zu Beginn der Saison 2021/22 in Peking. Dort lief sie auf den 62. Platz über 1000 m und auf den 11. Rang über 500 m. Im weiteren Saisonverlauf kam sie über 500 m dreimal unter die ersten Zehn und erreichte damit den siebten Gesamtrang. Zudem wurde sie mit der Staffel dreimal Zweite.

## Persönliche Bestzeiten
| Distanz | Zeit         | Datum             | Ort      |
| ------- | ------------ | ----------------- | -------- |
| 500 m   | 42,491 s     | 20. November 2021 | Debrecen |
| 1000 m  | 1:29,276 min | 21. Oktober 2023  | Montreal |
| 1500 m  | 2:22,716 min | 28. Januar 2023   | Dresden  |

## Erfolge

### Olympische Spiele
- 2022 Peking: 4. Platz Staffel, 6. Platz Mixed-Staffel, 19. Platz 500 m

### Weltmeisterschaften
- 2021 Rotterdam: 9. Platz 500 m, 10. Platz 1500 m, 14. Platz Mehrkampf, 21. Platz 1000 m
- 2022 Montreal: 2. Platz Staffel
- 2025 Peking: 1. Platz Staffel, 1. Platz Mixed-Staffel, 10. Platz 500 m, 17. Platz 1000 m

### Vier-Kontinente-Meisterschaften
- 2024 Laval: 1. Platz Staffel, 1. Platz Mixed-Staffel, 5. Platz 500 m, 6. Platz 1000 m

### Platzierungen im Weltcup

#### Weltcupsiege

##### Weltcupsiege im Einzel
| Nr. | Datum           | Ort     | Disziplin |
| --- | --------------- | ------- | --------- |
| 1.  | 8. Februar 2025 | Tilburg | 500 m     |

##### Weltcupsiege im Team
| Nr. | Datum             | Ort        |
| --- | ----------------- | ---------- |
| 1.  | 22. Oktober 2023  | Montreal 1 |
| 2.  | 2. November 2024  | Montreal 2 |
| 3.  | 3. November 2024  | Montreal 3 |
| 4.  | 7. Dezember 2024  | Peking 4   |
| 5.  | 14. Dezember 2024 | Seoul 4    |

#### Weltcup-Gesamtplatzierungen
| Saison  | Gesamt | Gesamt | 500 m  | 500 m | 1000 m | 1000 m | 1500 m | 1500 m |
| Saison  | Punkte | Platz  | Punkte | Platz | Punkte | Platz  | Punkte | Platz  |
| ------- | ------ | ------ | ------ | ----- | ------ | ------ | ------ | ------ |
| 2021/22 | –      | –      | 8.559  | 7.    | 60     | 40.    | –      | –      |
| 2023/24 | 234    | 27.    | 114    | 22.   | 112    | 16.    | 8      | 46.    |
| 2024/25 | 518    | 8.     | 360    | 3.    | 134    | 12.    | 16     | 33.    |